# San Leo
San Leo é uma comuna italiana da região dos Marche, Província de Pesaro e Urbino, com cerca de 2.719 habitantes. Estende-se por uma área de 53 km², tendo uma densidade populacional de 51 hab/km². Faz fronteira com Maiolo, Montecopiolo, Monte Grimano, Novafeltria, Sassofeltrio, Torriana (RN), Verucchio (RN).
Faz parte da rede das Aldeias mais bonitas de Itália.

## Demografia
| Variação demográfica do município entre 1861 e 2011                               |
|                                                                                   |
| Fonte: Istituto Nazionale di Statistica (ISTAT) - Elaboração gráfica da Wikipedia |